# Bandarlapalli, Bagepalli
Bandarlapalli là một làng thuộc tehsil Bagepalli, huyện Kolar, bang Karnataka, Ấn Độ.